# Lichinga
Pour les articles homonymes, voir Pemba.
Lichinga est une ville du Mozambique et la capitale de la province de Niassa. Elle est située sur un plateau, à 1 360 m d'altitude, à 45 km à l'est du lac Nyassa ou lac Malawi, et à 1 435 km au nord de Maputo. Sa population s'élevait à 142 253 km habitants en 2007.

## Climat
En raison de son altitude, Lichinga bénéficie d'un climat tropical modéré. La saison sèche va de mai à septembre et les températures sont plutôt fraîches, puisque la température moyenne est de 14,6 °C en juillet. La saison humide dure d'octobre à avril et le mois le plus chaud est novembre avec une température moyenne de 21 °C. Les pluies sont abondantes de décembre à mars, le total annuel étant de 1 150 mm.

## Histoire
Fondée par les Portugais en 1931 sous le nom de Vila Cabral, la ville fut conçue pour devenir un centre urbain en croissance rapide, ses rues et avenues étant dessinées en vue d'une croissance future. Vila Cabral reçut le statut de ville en 1962. La ville se développa comme un centre de services pour l'agriculture et l'armée coloniales jusqu'à l'indépendance du Mozambique, en 1975. Le nouveau gouvernement rebaptisa la ville Lichinga. Dix-sept années de guerre civile (1975-1992) provoquèrent des épidémies et la famine au Mozambique et de nombreux réfugiés s'installèrent autour de Lichinga.
La ville est entourée par une plantation de pins.

## Transport
Lichinga est reliée à Cuamba, et au delà, au port de Nacala, par le chemin de fer Cuamba—Lichinga.

## Population
Les Yaos du Mozambique occupent en grande partie l'est et le nord de la province de Niassa. Ils constituent environ 40 pour cent de la population de Lichinga.
Recensements ou estimations de la population :
| 1960   | 1986   | 1997   | 2007    |
| ------ | ------ | ------ | ------- |
| 27 000 | 36 715 | 89 043 | 142 253 |

## Religion
Lichinga est le siège d'un évêché catholique créé le 21 juillet 1963.